# Garnet (Kalifornien)
Garnet ist ein Census-designated place im Riverside County im US-Bundesstaat Kalifornien, Vereinigte Staaten. Das U.S. Census Bureau hat bei der Volkszählung 2020 eine Einwohnerzahl von 7.118 ermittelt. Garnet liegt im nördlichen Coachella Valley zwischen Joshua-Tree-Nationalpark und der Interstate 10.

## Geografie
Garnet befindet sich im nördlichen, zentralen Teil des Riverside Countys im US-Bundesstaat Kalifornien. In der näheren Umgebung liegen die Stadt Desert Hot Springs und die Gemeinde Desert Edge.
Der Ort hat 7543 Einwohner (Stand der Volkszählung 2010). Garnet erstreckt sich auf eine Fläche von 29,6 km², wovon mit 29,2 km² die Landfläche den Großteil ausmacht. Die Bevölkerungsdichte beträgt somit 258 Einwohner pro Quadratkilometer. Das Ortszentrum liegt sich auf einer Höhe von 257 Metern.

## Politik
Garnet ist Teil des 28. Distrikts im Senat von Kalifornien, der momentan vom Demokraten Ted W. Lieu vertreten wird. In der California State Assembly ist der Ort dem 56. Distrikt zugeordnet und wird somit vom Demokraten V. Manuel Pérez vertreten. Auf Bundesebene gehört Garnet Kaliforniens 36. Kongresswahlbezirk an, der einen Cook Partisan Voting Index von R+1 hat und vom Demokraten Raul Ruiz vertreten wird.